# 보르지보이 1세

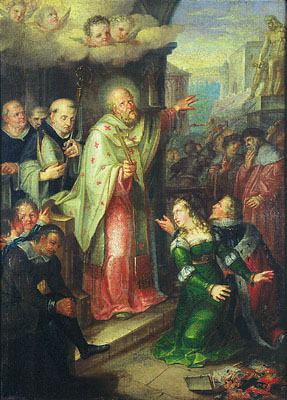
보르지보이 1세가 세례를 받는 모습을 묘사한 19세기의 그림

보르지보이 1세(체코어: Bořivoj I., 852년경 ~ 889년경)는 보헤미아의 공작(재위: 867년 ~ 889년)이다. 프르셰미슬 왕조의 시조이며 체코 국가를 탄생시킨 인물로 여겨진다.

## 생애
프르셰미슬 왕조 출신이며 867년에 보헤미아 대공으로 즉위했다. 즉위한 그 해 867년부터 3년 후 870년까지 성 메토디우스 대주교의 섭정을 받았고 870년 친정 체제를 펴기 시작하였으며 872년경에는 보헤미아에 기독교를 전파하기 위해 보헤미아로 파견된 성 키릴루스와 성 메토디우스 대주교를 통해 기독교로 개종했고 874년경에는 루드밀라(Ludmila)와 결혼했다. 그의 공작위는 스피티흐네프 1세가 승계받았다.
|  | 보헤미아의 공작 867년 ~ 889년 | 후임 스피티흐네프 1세 |